# Майлз, Сара
Сара Майлз (англ. Sarah Miles; род. 31 декабря 1941, Ингейтстоун, Эссекс, Англия) — английская актриса театра и кино.

## Биография
В возрасте 15 лет поступила в Королевскую Академию Драматических Искусств в Лондоне.
В 1962 Майлз дебютирует в фильме «Семестр испытаний». Спустя несколько лет она становится популярной актрисой британской «новой волны», исполняет роли в фильмах «Слуга» Джозефа Лоузи и «Фотоувеличение» Микеланджело Антониони.
В 1970 она сыграла главную роль в фильме Дэвида Лина «Дочь Райана», за которую она номинировалась на «Оскар» и BAFTA как лучшая актриса. После этого Сара была вне поля зрения киноиндустрии, так как играла в основном в театре.

## Личная жизнь
Сестра английского режиссёра, сценариста и продюсера Кристофера Майлза (англ. Christopher Miles, р. 19 апреля 1939).
В 60-е годы была связана многолетними романтическими отношениями с актёром Джеймсом Фоксом, партнёром по фильму Дж. Лоузи «Слуга».
Дважды (в 1967—1975 и 1988—1995) была замужем за известным британским драматургом Робертом Болтом. Он написал и снял фильм «Леди Каролина Лэм» (1972), в котором Сара сыграла заглавную роль.

## Фильмография
| Год  | Русское название                         | Оригинальное название                          | Персонаж                  |
| ---- | ---------------------------------------- | ---------------------------------------------- | ------------------------- |
| 1962 | Семестр испытаний                        | Term of Trial                                  | Ширли Тейлор              |
| 1963 | Слуга                                    | The Servant                                    | Вера                      |
| 1963 | Церемония                                | The Ceremony                                   | Кэтрин                    |
| 1965 | Воздушные приключения                    | Those Magnificent Men in Their Flying Machines | Патриция Роунсли          |
| 1965 | Я была счастлива здесь                   | I Was Happy Here                               | Касс Лэнгдон              |
| 1966 | Фотоувеличение                           | Blowup                                         | Патриция                  |
| 1970 | Дочь Райана                              | Ryan’s Daughter                                | Рози Райан                |
| 1972 | Леди Каролина Лэм                        | Lady Caroline Lamb                             | Каролина Лэм              |
| 1973 | Наёмный работник                         | The Hireling                                   | леди Франклин             |
| 1973 | Человек, который любил Танцующую Кошку   | The Man Who Loved Cat Dancing                  | Кэтрин Крокер             |
| 1974 | Большие надежды                          | Great Expectations                             | Эстелла                   |
| 1976 | Моряк, который разлюбил море             | The Sailor Who Fell from Grace with the Sea    | Энн Осборн                |
| 1978 | Глубокий сон                             | The Big Sleep                                  | Шарлотта Стернвуд         |
| 1981 | Служитель любви                          | Priest of Love                                 | кинозвезда                |
| 1982 | Веном                                    | Venom                                          | доктор Мэрион Стоу        |
| 1985 | Парная                                   | Steaming                                       | Sarah                     |
| 1986 | Гарем                                    | Harem                                          | леди Эшли                 |
| 1987 | Надежда и слава                          | Hope and Glory                                 | Грейс Роуэн               |
| 1987 | Белое зло                                | White Mischief                                 | Элис                      |
| 1990 | Призрак в Монте-Карло                    | A Ghost in Monte Carlo                         | Эмили                     |
| 1992 | Касание тишины                           | The Silent Touch                               | Елена                     |
| 2001 | Дни благодарения                         | Days of Grace                                  | Сисси                     |
| 2001 | Юрий                                     | Jurij                                          | Мартина, директор клиники |
| 2003 | Случайный детектив                       | The Accidental Detective                       | Смеральда Мацци Тиньи     |
| 2004 | Пуаро Агаты Кристи (эпизод «Лощина», ТВ) | Poirot: The Hollow                             | леди Люси Энгкателл       |

## Факты
- Страдает дислексией[4].
- Заявляла о своей горячей приверженности уринотерапии[5].
- Рассматривалась как одна из вероятных претенденток на роль Лары Антиповой в фильме Д.Лина «Доктор Живаго» (1965), однако в итоге режиссёр остановил свой выбор на Джули Кристи.